# 2011 EZ90
2011 EZ90 est le nom provisoire d'un objet transneptunien membre de la ceinture de Kuiper considéré comme cubewano.